# Spółka Zdrojowisk Krajowych
Spółka Zdrojowisk Krajowych – polska spółka powstała 3 października 1859.
Z inicjatywy Leopolda Kronenberga (1812–1878) oraz profesora Józefa Dietla powstała w 1859 Spółka Zdrojowisk Krajowych (SKZ). Celem spółki miała być rozbudowa i unowocześnienie zdrojowisk.
Udział finansowy każdego ze wspólników wynosił 3 tys. zł, a kapitał, który zgromadzono wynosił 60 tys. zł. Spółka wyznaczała politykę uzdrowiskową i główne cele lecznictwa uzdrowiskowego w Galicji w tamtym czasie.
Wśród założycieli oprócz Dietla i Kronenberga byli książę Władysław Sanguszko, książę Paweł Sanguszko, książę Jerzy Lubomirski, hrabia Wit Żeleński, hrabia Kazimierz Krasicki, Mikołaj Zybilkiewicz, książę Jerzy Lubomirski, hrabia Kazimierz Łubiński, hrabia Edward Stadnicki, hrabia Aleksander Przeździecki, Stanisław Starowiejski, Władysław z Lubańca Dąbski, Józef Łepkowski, Maksymilian Machalski, Cezary Haller, Żuk Skarzewski, Mieczysław Skarzyński. Na czele Spółki stanął Władysław Sanguszko. Celami SZK było podniesienie standardu uzdrowisk galicyjskich poprzez m.in. wybudowanie pokoi hotelowych oraz mieszkań dla gości uzdrowisk oraz zakładanie parków zdrojowych. Zakładano również, że powstaną w każdym uzdrowisku kuchnie wydające posiłki dostosowane do diety uzdrowiskowej. Do tej pory goście troszczyli się o wyżywienie we własnym zakresie, jak również przywozili swoją własną pościel. Dietl za niezbędne uznawał wyposażenie uzdrowisk w odpowiednie urządzenia techniczne, stwarzające możliwość pełnego wykorzystania leczniczych właściwości wód mineralnych.
Spółka zdecydowała się na wsparcie sześciu zdrojowisk: Iwonicza, Krościenka, Krynicy, Szczawnicy, Swoszowic i Żegiestowa. Zbyt szerokie cele i zadania spowodowały wycofanie się ze spółki Kronenberga. Następcą Sanguszki jako prezesa został Mieczysław Skarzyński. Po śmierci Skrzyńskiego, na czele spółki stanął Teodor Baranowski, a po nim Jan Harajewicz.
Spółka zakupiła Zakład Kąpielowy w Swoszowicach od Bolesława Radwańskiego już w pierwszym roku działalności. Po dwóch latach Zakład Kąpielowy został wyremontowany, postawiono gotycką glorietę dla pensjonariuszy zabiegów inhalacyjnych, pijalnię wód, wybudowano nowy budynek Łazienek, w którym było 30 kabin kąpielowych i kocioł parowy do ogrzewania wody mineralnej. Zgodnie z założeniami powstał nowy dom mieszkalny, pokoje zostały kompletnie wyposażone. Wybudowano także dom letni z restauracją oraz salami zabaw.
W 1860 wydzierżawiono od Józefa Szalay zdroje „Szymon”, „Helena” i „Aniela” na okres 50 lat. Spółka miała tam utworzyć tzw. Dolny Zakład Zdrojowy. Do 1865 r. założono Park Dolny, wybudowano kilka domów dla kuracjuszy. W znacznej części kształt zabudowy pozostał niezmieniony do chwili obecnej.
Po kilku latach działalności Spółka uległa rozwiązaniu z powodu bankructwa, jednak szczególnie dla Zakładu Kąpielowego w Swoszowicach był to okres ponownych inwestycji i rozkwitu.

## Siedziba
Siedziba spółki mieściła się w Krakowie przy ulicy Brackiej nr 250